# Maximiliano Del Yesso
Maximiliano David Del Yesso (* 17. März 1979) ist ein argentinischer Fußballschiedsrichterassistent. Er steht seit 2018 auf der Liste der FIFA-Schiedsrichter.

## Karriere
Nach ersten Schritten in lokalen Ligen und Wettbewerben kam Del Yesso nach seiner Aufnahme auf die FIFA-Liste auch international in der Copa Sudamericana und der Copa Libertadores als Assistent zum Einsatz, hier zuerst mehrheitlich im Team von Patricio Loustau. Nach Einsätzen an der Seitenlinie bei Freundschafts- und Qualifikationsspielen kam er mit seiner Nominierung für die U-17-Südamerikameisterschaft 2019 auch zu seinem ersten größeren Turnier, hier kam er bei zwei Partien unter Fernando Espinoza zum Einsatz. Später gehörte er auch zu den Nominierten bei der U-20-Südamerikameisterschaft 2023 (unter Nicolás Lamolina) sowie der U-20-Weltmeisterschaft 2023 (unter Yael Falcón).
Anfang April 2024 wurde er als Assistent für die Olympischen Sommerspiele 2024 erneut in das Team von Falcón berufen.